# WxDev-C++
wxDev-C++ es un entorno de desarrollo integrado libre basado en el popular Dev-C++ para C y C++.
Hay varias características nuevas no encontradas en el Dev-C++ original. Uno de ellas es un diseñador RAD visual que trabaja como el C++Builder para crear aplicaciones wxWidgets y agrega soporte para compiladores de Microsoft.
y de GNU (MinGW). La versión 7.4.2 fue liberada en junio de 2012. 

## Características del wxDev-C++
- Diseñador de forma de wxWidgets:
  - Genera recursos XRC XML
  - Paradigma de diseño de arrastrar y soltar
  - Soporta disposiciones de objetos basadas en sizer para los wxWidgets (o lo hace sin él!)
  - Conecta los eventos a las funciones miembro dentro del editor
- Depurador integradSoporte para GDB
  - El soporte de CDB (WinDbg) está en el CVS
  - Visores de variables
  - Trazo automático de la pila
  - Lista local de variables
  - Muestra desensamblador de registros del CPU
- Características del editor
  - Browser de Clases
  - Completado de código
  - Manejo de proyecto
  - Perfiles de proyecto
  - Resaltado de sintaxis personalizable
  - Resaltado automático de ensamblado en línea
  - Lista "To do" (Por hacer)
- Compatibilidad de aplicaciones
  - Soporte incorporado para CVS
  - Soporta los compiladores MinGW y Visual C++ (6, 2003 y 2005)
- Rápidamente crea aplicaciones para Windows y de consola, bibliotecas estáticas y DLLs
  - Soporte para plantillas de proyecto para acelerar la creación de nuevos tipos de proyecto
  - Manejador de paquetes (con el uso de DevPaks), para la instalación fácil de bibliotecas adicionadas (Add-on)